# Rancabugel
Rancabugel is een bestuurslaag in het regentschap Pandeglang van de provincie Banten, Indonesië. Rancabugel telt 1845 inwoners (volkstelling 2010).